# Masis Mayilyan
Masis Samveli Mayilyan (in armeno Մասիս Սամվելի Մայիլյան?; Step'anakert, 14 settembre 1967) è un politico karabakho.
È stato ministro degli affari esteri della repubblica de facto dell'Artsakh dal 2017 al 2021.

## Biografia
Si è laureato in fisica e matematica nel 1991 all'Istituto pedagogico di Stato come allora si chiamava l'università statale dell'Artsakh, conseguendo in seguito una specializzazione in psicologia sociale all'istituto di Stato "Khachatur Abovyan"" di Erevan. Nel 1998 si è laureato all'Accademia diplomatica di Vienna.
Ha svolto il servizio militare dal 1986 al 1988 nelle forze armate dell'Unione sovietica.
Ha iniziato la carriera politica nel 1992 come responsabile del dipartimento stampa del neonato Comitato di difesa della repubblica del Nagorno Karabakh.
Dal 1993 ha svolto diversi incarichi nell'ambito del ministero degli affari esteri della repubblica arrivando al ruolo di vice ministro tra il 2001 e il 2007 e partecipando a varie fasi del negoziato per il componimento del conflitto con l'Azerbaigian.
Il 25 settembre 2017 è stato nominato ministro.
Parla correntemente russo e inglese, è sposato e ha due figli.
Si è candidato, per la carica di presidente della repubblica, alle elezioni generali in Artsakh del 2020 come indipendente. Nel governo varato dal presidente Arayik Harutyunyan è stato riconfermato ministro degli Esteri ma il 4 gennaio 2021 è stato rimosso dall'incarico.